# Oleria zea
Espèce
Oleria zeaest une espèce d'insectes lépidoptères, un papillon diurne appartenant à la famille des Nymphalidae, sous-famille des Danainae, à la tribu des Ithomiini, sous-tribu des Oleriina et au genre Oleria.

## Dénomination
Oleria zea a été décrit par l'entomologiste britannique William Chapman Hewitson en 1857 sous le nom initial d' Ithonia zea.
Synonyme : Leucothyris zea ; Godman & Salvin, [1879].

### Sous-espèces
- Oleria zea zea ; présent au Mexique, au Salvador, au Guatemala et au Honduras[2].
- Oleria zea diazi Maza & Lamas, 1978 ; présent au Mexique[1].

### Nom vernaculaire
Oleria zea zease nomme Zea Clearwing et Oleria zea diazi « Rusted » Zea Clearwing.

## Description
Oleria zea est un papillon au corps à abdomen fin, aux ailes transparentes dont les ailes antérieures ont leur bord interne concave.
Sur le dessus les ailes transparentes sont veinées et bordées d'orange cuivré, avec aux ailes antérieures une marque blanche au 2/3 du bord costal et de courtes marques qui partent du bord costal et du bord externe.

## Écologie et distribution
Oleria zea est présent au Mexique, au Salvador, au Guatemala et au Honduras,.

### Protection
Pas de statut de protection particulier.